# لری پروبست
لارنس فرانسیس «لری» پروبست (زادهٔ ۳ ژوئن ۱۹۵۰) تاجر آمریکایی است که بیشتر به‌خاطر همکاری‌اش با الکترونیک آرتس شناخته شده‌است.
در حال حاضر او رئیس هیئت مدیرهٔ ای‌اِی است.